# Oppo

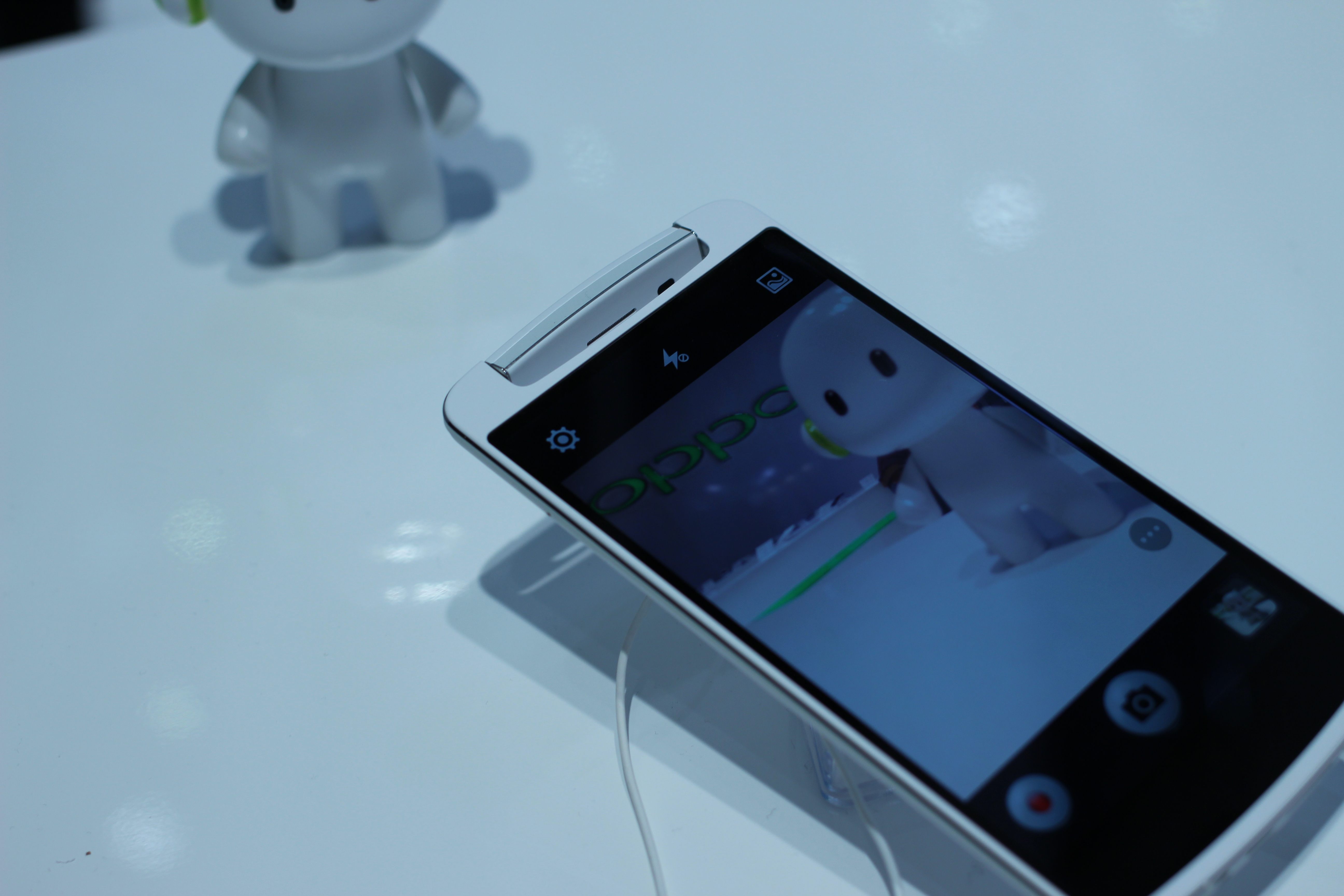
Telefon značky OPPO

Oppo Electronics Corporation (čínsky: 广东欧珀移动通信有限公司, pinyin: Guǎngdōng ōupò yídòng tōngxìn yǒuxiàn gōngsī), krátce Oppo, je čínský výrobce konzumní elektroniky založený v roce 2001 se sídlem ve městě Dongguan v jihočínské provincii Kuang-Tung. Oppo měl pátý největší podíl na světovém trhu mobilních telefonů po výrobcích Samsung, Apple, Huawei a Xiaomi v roce 2017.

## Smartphony dle roku výroby

### 2018
- Oppo Find X[2]
- Oppo F7[3]
- Oppo A5[4]
- Oppo A73s[5]
- Oppo R15[6]
- Oppo A1[7]